# Courbure principale
En géométrie différentielle des surfaces, les deux courbures principales d'une surface sont les courbures de cette surface selon deux directions perpendiculaires appelées directions principales. On montre que ce sont les courbures minimale et maximale rencontrées en faisant tourner le plan de coupe.

Un point col avec les 2 plans normaux dans les directions des courbures principales

Les courbures principales sont les valeurs propres de l'endomorphisme de Weingarten. Elles caractérisent la géométrie locale des surfaces à l'ordre 2.
Alors que la courbure d'une courbe plane est définie par un scalaire, la courbure d'une surface est définie par un tenseur (ou une matrice 2×2). Comme l'endomorphisme est symétrique, il s'écrit sous forme d'une matrice diagonale dans une base formée de deux vecteurs propres orthogonaux. 
- La demi-somme des deux courbures principales est appelée courbure moyenne et sert à caractériser les surfaces minimales (surfaces de courbure moyenne nulle).
- Le produit des courbures principales est appelée courbure de Gauss et sert à caractériser la transformation des surfaces sans déchirure.